# Burning Love
| Оценки критиков | Оценки критиков |
| Источник        | Оценка          |
| --------------- | --------------- |
| AllMusic        | Без оценки      |

«Burning Love» — песня, написанная Деннисом Линде (произносится Линди).
Первым исполнителем, записавшим и издавшим её, был Артур Александер. Песня впервые была опубликована на его альбоме 1972 года Arthur Alexander).
В том же году её перепел и выпустил как сингл Элвис Пресли. Сингл вышел в США 1 августа 1972 года, на стороне Б была песня «It’s a Matter of Time». Его версия стала большим хитом, добравшись до 2 места в «Горячей сотне» (Hot 100) журнала «Билборд», а в чарте другого ведущего американского американского журнала, Cashbox, — до 1 места.
Эта песня стала для Элвиса 40-м и последним в карьере хитом в первой десятке в США.
Роберт Шиан в своей статье на сайте Зала славы рок-н-ролла поставил песню «Burning Love» на 10 место в своём списке 10-ти основных песен Элвиса Пресли (англ. 10 Essential Elvis Presley Songs). А в 2015 году журналист мемфисской ежедневной газеты The Commercial Appeal Крис Херрингтон в своём списке 50 лучших песен Элвиса Пресли поставил песню «Burning Love» на 25 место.